# Звёздный крейсер «Галактика» (телесериал, 1978)
«Звёздный кре́йсер „Гала́ктика“» (англ. Battlestar Galactica) — американский фантастический телесериал, выходивший для телеканала ABC в 1978—1979 годах. Телесериал был довольно успешен и положил начало вымышленной вселенной крейсера «Галактика». Пилотный эпизод телесериала демонстрировался как отдельный телефильм, а также в кинопрокате ряда стран. Затем на основе нескольких серий телесериала был выпущен ещё один полнометражный кинофильм. В 1980 году выпущен телесериал — спин-офф «Галактика 1980». По мотивам телесериала были выпущены комиксы и книги.
В 2003—2009 годах по заказу телеканала Sci Fi снимался телесериал-ремейк под тем же названием, который в свою очередь породил ряд связанных телевизионных произведений, а также компьютерные и настольную игру.

## Сюжет
Двенадцать планет-колоний ведут тысячелетнюю войну против роботоподобной расы сайлонов, которая стремится уничтожить человечество. Неожиданно, сайлоны при посредничестве графа Балтара предлагают перемирие. Уставшие от войны люди рады возможности окончить многовековое кровопролитие. Только командир звёздного крейсера «Галактика» коммандер Адама подозревает ловушку. Так и происходит: вероломно нарушив перемирие, сайлоны практически полностью уничтожают флот людей и население Двенадцати колоний. Уцелел лишь крейсер «Галактика» благодаря тому, что не доверявший миролюбию сайлонов Адама держал корабль в состоянии повышенной боевой готовности. «Галактика», отразив первое нападение сайлонов, берёт на борт немногих выживших, собирает вокруг себя уцелевшие гражданские корабли и, в надежде сохранить человечество как вид, начинает путешествие к легендарной Тринадцатой колонии — планете под названием Земля. Сайлоны преследуют «Галактику», стремясь уничтожить остатки человечества.

## История создания
Глен Ларсен, исполнительный продюсер «Звёздного крейсера „Галактика“», сообщал в интервью, что намечал премьеру «Галактики» ещё в 1960-х годах и хотел назвать шоу «Ковчег Адама». Однако на протяжении многих лет его проекту не давали «зелёный свет».
Благодаря колоссальному успеху кинофильма 1977 года «Звёздные войны», проект «Звёздный крейсер „Галактика“» также был запущен. Интересно, что кинокомпания 20th Century Fox подала в суд на студию Universal (снимающую «Звёздный крейсер „Галактика“») в связи с нарушением авторских прав, утверждая, что создатели нового сериала незаконно использовали основополагающие идеи «Звёздных Войн». Студия Universal подала встречный иск с обвинением создателей «Звёздных Войн» в использовании идей кинофильма 1971 года «Молчаливый бег» (например, название робота — «дрон») и сериала 1939 года «Бак Роджерс». Юридические разбирательства были окончательно завершены в 1980 году.
Изначально Ларсен задумывал «Звёздный крейсер „Галактика“» как мини-сериал, состоящий из нескольких эпизодов, которые должны были быть показаны по телевизионной сети ABC.

### Фильм «Звёздный крейсер „Галактика“»

Промофото сериала 1978 года, слева направо: Афина, Старбак, Аполло и Адама (аппарат называется Tektronix 4050)

7 июля 1978 года вышел кинофильм «Звёздный крейсер „Галактика“», который был смонтирован из пилотных эпизодов телевизионного сериала, для показа по телевидению снятых в трёх частях под названием «Сага о звёздном мире». Хотя в целом кинофильм был короче телевизионной версии, в 125-минутную киноверсию вошли некоторые не показанные в телесериале сцены, например смерть графа Балтара. Бюджет картины составил $7 миллионов долларов. В главных ролях снялись Лорн Грин (англ. Lorne Greene) (коммандер Адама), Ричард Хэтч (капитан Аполло) и Дирк Бенедикт (лейтенант Старбак). Премьера кинофильма состоялась в Канаде, а затем фильм демонстрировался также в кинотеатрах Японии, стран Западной Европы, Австралии. В кинотеатрах США и Великобритании картина демонстрировалась в 1979 году.

### Телесериал
Премьера сериала состоялась 17 сентября 1978 года на телеканале ABC показом пилотной серии «Сага о звёздном мире» (известном также по прокатному названию как «Звёздный крейсер „Галактика“»). Пилотный эпизод был показан полнометражным телевизионным фильмом продолжительностью 148 минут (при последующих демонстрациях пилотные эпизоды демонстрировались в виде трёх отдельных серий). Премьерная трансляция прерывалась срочным выпуском новостей, посвящённым подписанию соглашений в Кэмп-Дэвиде между Египтом и Израилем (за исключением Западного побережья, где трансляция не прерывалась).
Всего был выпущен 18 эпизодов, в том числе пилотный, состоящий из трёх серий, и три двойных; таким образом, были показаны 24 серии. Последняя серия вышла на экран 29 апреля 1979 года. Телеканал ABC решил не продлевать производство сериала, так как его производство было довольно дорогостоящим, а рейтинги в вечернем прайм-тайме хоть и были весьма неплохими, всё-таки существенно отставали от сериалов конкурирующего канала CBS.

### Телевизионные фильмы
После закрытия сериала все эпизоды были перемонтированы в несколько телефильмов для синдицированных показов. Для связности действия некоторые сцены были переозвучены. В последний фильм была включена ранее не выходившая в эфир сцена об астронавте, нашедшем судовой журнал Адама, а также эпизод телесериала «Галактика 1980» «Возвращение Старбака».

### Звёздный крейсер «Галактика»: Атака сайлонов
В 1979 году вышел полнометражный фильм «Звёздный крейсер „Галактика“: Атака сайлонов» (англ. Mission Galactica: The Cylon Attack), для выпуска которого были вместе отредактированы несколько эпизодов оригинального телесериала.
Корабль людей оказывается в затруднительном положении, оставшись в космосе без топлива и ожидая неминуемого нападения роботоподобных сайлонов, которых непременно надо остановить. У двоих командоров, командора Адама и командора Кейна, разные точки зрения на то, как победить своих врагов. Боевой крейсер «Галактика» встречается в космосе с другим боевым крейсером «Пегасом», которым они намерены пожертвовать в предстоящей битве. «Пегасом» командует один из самых прославленных воинов, командор Кейн. Он гений стратегии, но склонен повоевать с сайлонами, чтобы Адама в это время смог раздобыть топливо и улететь подальше, сохранив свою флотилию в целости для поиска Земли. Когда Кейн саботирует миссии по добыче топлива, «Галактика» и «Пегас» атакуют базовый мир сайлонов и три базовых корабля. Хотя «Галактика» остаётся на атакуемой ими планете, «Пегас» покидает её, вступая в бой с базовыми кораблями (против договорённости). После боя «Пегас» уходит в дальний космос и больше о нём никогда не слышали. «Галактика» получает необходимое топливо и флотилия продолжает своё путешествие в поисках Земли.

### Последующие произведения по мотивам телесериала
Несмотря на закрытие сериала, руководство ABC всё же решило вернуться во вселенную «Галактики», но с более дешёвым бюджетом. В 1980 году на телевизионных экранах появился сериал «Галактика 1980», в которой флот людей наконец находил Землю и защищал её от атак сайлонов. Однако, сериал не имел успеха у зрителей, его рейтинги были ещё хуже, чем у предшественника. Было снято всего 10 серий, после чего руководство канала решило закрыть явно неудачный проект. Причинами фиаско стал отказ большинства актёров «Звёздного крейсера „Галактика“» сниматься в спин-оффе, слабые сюжетные линии, низкий бюджет и, как следствие, плохие спецэффекты. В 1981 году на основе сериала «Галактика 1980» был смонтирован полнометражный кинофильм под названием «Завоевание Земли» (англ. Conquest of the Earth), который демонстрировался в кинотеатрах Западной Европы и Австралии. Киноверсия состояла из фрагментов эпизодов «„Галактика“ исследует Землю» и «Ночь, когда сайлоны приземлились».
По мотивам телесериала было выпущено несколько серий комиксов. Наиболее известной является серия комиксов Marvel Comics, выходившая ежемесячно с марта 1979 года по январь 1981 года. Всего было 23 выпуска; первые пять были созданы по событиям первых пяти эпизодов, а затем пошло оригинальное развитие сюжета, не связанное с сюжетной линией сериала. Также серии комиксов выпускали американский детский журнал Look-In Magazine, французский Télé-Junior, британский British annuals. Во второй половине 1990-х годов по мотивам сериалов «Звёздный крейсер „Галактика“» и «Галактика 1980» были выпущены ещё два издания комиксов; затем, 2009—2013 годах последовало ещё несколько небольших выпусков от компании Dynamite Press.
По мотивам телесериала было выпущено более двух десятков книг. Автор вселенной крейсера «Галактика» Глен Ларсон в соавторстве с разными литераторами выпустил четырнадцать книг, десять из которых были написаны по событиям телесериала, а четыре содержали оригинальное развитие сюжета. В 1990-х годах исполнитель одной из главных ролей в телесериале Ричард Хэтч выпустил в соавторстве с несколькими авторами семь книг с оригинальным сюжетом.

### Ремейк
В 2003 году был снят новый телесериал по мотивам вселенной «Звёздного крейсера „Галактика“». Новый телесериал значительно отличался от сериала конца 1970-х, но тем не менее в целом вселенная крейсера «Галактика» была сохранена. В частности, были переняты имена некоторых персонажей (хотя многие из них являются совершенно иными персонажами, сменив не только черты характера и биографию, но и пол), общая сюжетная линия, названия планет, космических кораблей, расы сайлонов, многие мифологические и религиозные отсылки. Новый телесериал оказался ещё более успешен: выходил на телеэкраны в течение четырёх сезонов, собрал внушительную коллекцию наград и, свою очередь, породил множество других произведений.

## Исторические и религиозные отсылки
В телесериале содержится множество отсылок к религиозным и мифилогическим сюжетам. Имя коммандера Адамы отсылается к библейскому Адаму и на иврите означает земля и человек. Имена некоторых других персонажей позаимствованы из древнегреческой и древнеримской мифологии: Аполло, Кассиопея, Афина. Двенадцать колоний — отсылка к двенадцати знакам зодиака, именем которых планеты и названы: например, Каприка — от латинского Capricornus (Козерог). Практически полное уничтожение человечества отсылается к библейскому сюжету всемирного потопа, а трудный, полный опасностей путь выживших людей в поисках нового дома в условиях преследования — к исходу евреев из Египта. Кроме того, Глен Ларсен включил в телесериал большое количество отсылок к религии мормонов.
В последнем эпизоде сериала, когда «Галактика» наконец находят Тринадцатую колонию, крейсер принимает сигналы корабля «Аполлон-11», отправляющегося с Земли на Луну.

## Критика
В 1979 году советский журналист, собственный корреспондент газеты «Известия» в США Мэлор Стуруа написал большой очерк «Снимите с полки „холодную войну“…». В нём Стуруа на примере недавно выпущенных американских научно-фантастических фильмов, в том числе и кинофильма «Звёздный крейсер „Галактика“» (который снят на основе пилотного эпизода телесериала), писал о том, что подобные произведения являются инструментом американской антисоветской, милитаристской пропаганды в «Холодной войне».

Детали переговоров люди — «кайлоны» ещё более приближают нас к «ястребиной» версии процесса выработки соглашения об ОСВ-2. Недаром критик Кэри Арнольд пишет о фильме как о «шоу, выдержанном в звучании „холодной войны“».

Куда важнее дух, пафос кинофильмов типа «Звёздный линкор „Галактика“». Их дух — дух «холодной войны», пафос — нагнетание военной, антисоветской истерии, облачённой в данном конкретном случае в маскарадный и модный костюм социально-научной фантастики.

Американский писатель-фантаст Айзек Азимов заявил, что вышедший после «Звёздных войн» «Звёздный крейсер „Галактика“» воспринимается им как копия фильма Джорджа Лукаса.

## Рейтинги
Первые серии «Звёздного крейсера „Галактика“» имели весьма высокие рейтинги. Однако затем конкурирующий канал CBS передвинул свои телесериалы «Все в семье» и «Элис» на час раньше, чтобы соперничать с «Звёздным крейсером „Галактика“» в восьмичасовом воскресном вечернем прайм-тайме. С октября 1978 года по март 1979 года «Звёздный крейсер „Галактика“» собирал в среднем 27-28 % аудитории, в то время как выходящий в это же время сериал CBS «Все в семье» — около 40 %. В середине апреля 1979 года телеканал ABC объявил, что не будет продлевать телесериал на следующий сезон. Как отмечали СМИ, это решение было логично: сериал был весьма дорогостоящим в производстве, весной 1979 года новые серии выходили нерегулярно, не каждую неделю, а рейтинги колебались в районе 25 % . Отмена телесериала привела к протестам многочисленных поклонников «Звёздного крейсера „Галактика“», а один 15-летний подросток даже покончил жизнь самоубийством.

## Съёмочная группа
Актёры
| Актёр           | Роль              |
| --------------- | ----------------- |
| Ричард Хэтч     | капитан Апполо    |
| Дирк Бенедикт   | лейтенант Старбак |
| Лорн Грин       | коммандер Адама   |
| Джон Коликос    | граф Балтар       |
| Рик Спрингфилд  | лейтенант Зак     |
| Херб Джефферсон | лейтенант Бумер   |
| Марен Дженсен   | лейтенант Афина   |
| Терри Картер    | полковник Тай     |
| Джейн Сеймур    | Серина            |

| Актёр              | Роль                  |
| ------------------ | --------------------- |
| Ноа Хэтэуэй        | Бокси                 |
| Лоретта Спанг      | Кассиопея             |
| Тони Шварц         | старший сержант Джоли |
| Дэвид Гринан       | офицер Омега          |
| Энн Локхарт        | лейтенант Шеба        |
| Сара Раш           | капрал Ригель         |
| Ларри Манетти      | капрал Джайлз         |
| Эд Бегли — младший | прапорщик Гринбин     |
| Ллойд Бриджес      | коммандер Кейн        |

| Актёр                | Роль             |
| -------------------- | ---------------- |
| Джордж Мердок        | доктор Салик     |
| Лью Эйрс             | президент Адар   |
| Джон Финк            | доктор Пэй       |
| Джефф Маккей         | капрал Комма     |
| Шейла Девинндт       | прапорщик Диетра |
| Джанет Луиза Джонсон | прапорщик Бри    |
| Джанет Линн Кертис   | Сорели           |
| Фрэнк Эшмор          | сержант Ортега   |
| Дабл-Ю Кей Стрэттон  | лейтенант Бартон |

Продюсеры
- Глен Ларсон — исполнительный продюсер
- Дональд Белисарио — старший продюсер/продюсер
- Дэвид О’Коннелл — продюсер/сопродюсер
- Дэвид Финни — ассоциированный продюсер
- Гарри Винтер — ассоциированный продюсер
- Джон Дайкстра — продюсер
- Винрих Кольбе — ассоциированный продюсер
- Лесли Стивенс — старший продюсер
- Майкл Слоун — продюсер

| Режиссёры            |
| -------------------- |
| Род Холкомб          |
| Кристиан И. Найби II |
| Алан Дж. Леви        |
| Дэниел Халлер        |
| Дональд Белисарио    |
| Винс Эдвардс         |
| Ричард А. Колла      |
| Винрих Кольбе        |

| Сценаристы        |
| ----------------- |
| Глен Ларсон       |
| Дональд Белисарио |
| Майкл Слоун       |
| Джим Карлсон      |
| Терренс Макдонелл |
| Джон Айрленд      |
| Кен Петтус        |
| Херман Гровс      |
| Фрэнк Лупо        |
| Пол Плейдон       |
| Дэвид Артур       |
| Дэвид Финни       |

| Отдельные представители другого персонала |
| ----------------------------------------- |
| Бен Колман — оператор                     |
| Джон Пеннер — оператор                    |
| Энцо Мартинелли — оператор                |
| Фрэнк Теккери — оператор                  |
| Стю Филлипс — композитор                  |
| Жан-Пьер Дорлеак — директор по костюмам   |

## Награды и номинации
| Награды и номинации | Награды и номинации                          | Награды и номинации                                                | Награды и номинации                                                                           | Награды и номинации |
| Год                 | Награда                                      | Категория                                                          | Номинант                                                                                      | Результат           |
| ------------------- | -------------------------------------------- | ------------------------------------------------------------------ | --------------------------------------------------------------------------------------------- | ------------------- |
| 1979                | Золотой глобус                               | Лучший телевизионный сериал (драма)                                |                                                                                               | Номинация           |
| 1979                | Золотой глобус                               | Лучшая мужская роль в телевизионном сериале (драме)                | Ричард Хэтч                                                                                   | Номинация           |
| 1979                | Прайм-таймовая премия «Эмми»                 | Лучший костюмированный дизайн эпизода телесериала                  | Жан-Пьер Дорлеак за эпизод «Человек с девятью жизнями»                                        | Победа              |
| 1979                | Прайм-таймовая премия «Эмми»                 | Лучшие достижения в области технических новшеств                   | Джон Дайкстра, Ричард Эдлан, Джо Госс                                                         | Победа              |
| 1979                | Прайм-таймовая премия «Эмми»                 | Лучшая работа художника-постановщика в эпизоде телесериала         | Дон И Чилберг II, Мики Майклз, Лоуэлл Чемберг за эпизод «Звёздный крейсер „Галактика“»        | Номинация           |
| 1979                | Премия Американского общества киномонтажёров | Best Edited Television Special                                     | Роберт Кимбл, Леон Ортис-Хиль, Ларри Стронг за эпизод «Звёздный крейсер „Галактика“»          | Номинация           |
| 1979                | Грэмми                                       | Лучший альбом, являющийся саундтреком к кинофильму или телесериалу | Стю Филлипс, Джон Тарталья, Сью Коллинз, Глен Ларсон за эпизод «Звёздный крейсер „Галактика“» | Номинация           |
| 1979                | People’s Choice Awards                       | Любимый новый телесериал (драма)                                   |                                                                                               | Победа              |
| 1979                | Молодой актёр                                | Лучший несовершеннолетний актёр телесериала                        | Ноа Хэтэуэй                                                                                   | Номинация           |
| 1980                | Сатурн                                       | Лучшие костюмы                                                     | Жан-Пьер Дорлеак за эпизод «Звёздный крейсер „Галактика“»                                     | Номинация           |
| 2004                | Сатурн                                       | Лучшее DVD-издание телесериала                                     |                                                                                               | Номинация           |

## Музыка
Музыка для телесериала была написана композитором Стю Филлипсом. Для пилотного эпизода она была записана при помощи Лос-Анджелесского филармонического оркестра. Саундтрек для сериала был записан в студии кинокомпании 20th Century Fox. Студией MCA Records под продюсированием Стю Филлипса был выпущен альбом на LP и магнитофонных кассетах.
За альбом к телесериалу Стю Коллинз вместе с Джоном Тартальей, Сью Коллинзом и Гленом Ларсоном был номинирован на престижную музыкальную награду «Грэмми» в номинации «Лучший альбом, являющийся саундтреком к кинофильму или телесериалу», однако, награда досталась саундтреку другого научно-фантастического фильма — «Близким контактам третьей степени».